# Saduit
Le Saduit, aussi appelé ruisseau de Chirat, est un ruisseau français qui coule dans le département de la Haute-Loire. Il prend sa source près des monts du Cézallier et se jette dans l’Alagnon en rive droite. C’est donc un sous-affluent de l’Allier puis de la Loire.

## Géographie
Le ruisseau prend sa source à 710 mètres d'altitude au pied du Suc de la Petite Arrie (commune d'Espalem). Il porte alors le nom de "Ruisseau d'Espalem" (à ne pas confondre avec son affluent qui porte le même nom) ou ruisseau de Chirat. Il s'oriente d'abord dans la direction nord et chemine sur le plateau volcanique. À la hauteur de Lorlanges il prend le nom de ruisseau de Saduit et oblique vers le nord-ouest. Peu après il reçoit l'apport du ruisseau d'Espalem à la hauteur du château de Vernassal et  descend dans la vallée en contrebas du château de Léotoing et rejoint l'Alagnon en rive droite au village de Lanau (commune de Léotoing).

## Affluents
Le Saduit compte trois affluents référencés dont:
- Le ruisseau d'Espalem
- Le ruisseau de Bionsac

## Communes traversées
D'amont en aval, le ruisseau traverse les communes suivantes, toutes situées dans la Haute-Loire :
- Espalem, Lorlanges, Léotoing